# Charles Fournier (homme politique, 1968)
Pour les articles homonymes, voir Charles Fournier et Fournier.
Charles Fournier, né le 10 mars 1968 à Romorantin-Lanthenay, est un homme politique français, membre d'Europe Écologie Les Verts. Il est élu député de la première circonscription d'Indre-et-Loire en 2022 et réélu en 2024 à la suite de la dissolution.

## Biographie
Né à Romorantin dans le Loir-et-Cher d'un père kinésithérapeute et d’une mère enseignante, Charles Fournier a poursuivi des études d'aménagement du territoire puis de géographie à Tours.
Il est père de deux filles et formateur au sein d’une coopérative.

### Parcours politique
Charles Fournier s'engage politiquement pendant ses études à Tours, auprès d'une association de défense des chômeurs. 
Il connait sa première expérience électorale à l'âge de 30 ans en se présentant en 1998 sur la liste « Urgence Sociale », issue du mouvement des chômeurs, aux élections régionales à Tours. La liste rassemble moins de 2 % des voix.
En 2001, il est candidat aux municipales à Tours. Peu après, il rejoint Les Verts pour la campagne présidentielle de Noël Mamère en 2002,. En 2010, il devient conseiller régional EELV puis est réélu en 2015 et 2021. Lors de ces deux dernières élections, il est la « tête de liste » du groupe dit écologiste,,. De juillet 2015 à décembre 2022, il est l'un des vice-présidents de la région Centre-Val de Loire au côté de la majorité de François Bonneau (PS),,. Au conseil régional, il est principalement impliqué dans l'économie sociale et solidaire, la vie associative et la démocratie et participation populaire, le climat et la transition écologique,. Il milite pour lier l’écologie et le social, estimant que « l’absence d’écologie est une punition collective et toujours d’abord pour les plus vulnérables. » En décembre 2022, Charles Fournier démissionne de son mandat d'élu régional.
Il a vécu la majorité de sa vie à Tours avant de s'installer à Blois à partir de 2008. Il revient à Tours au début de 2022 pour raisons personnelles et se porte candidat pour l'investiture d'EÉLV pour les législatives,.
Il devient le candidat désigné par la Nouvelle Union populaire écologique et sociale dans la première circonscription d'Indre-et-Loire pour les élections législatives de 2022, il arrive en première position au premier tour, avec 39,6 % des suffrages exprimés, devant le candidat sortant Philippe Chalumeau qui se présentait pour le groupe Ensemble. Au second tour, il remporte le duel avec 53,51 % des suffrages exprimés,. Il est élu député de la première circonscription d'Indre-et-Loire le 19 juin 2022, sous la bannière politique de la Nouvelle Union populaire écologique et sociale,. Il démissionne six mois plus tard du conseil régional, Jérémie Godet le remplace en tant que vice-président.
Le 7 juillet 2024, il est réélu député sous les couleurs des Écologistes et investi par le Nouveau Front populaire dans la première circonscription d'Indre et Loire,  avec presque 58% des voix au second tour face au candidat Renaissance de la majorité présidentielle.
Il porte en février 2025, dans le cadre de la niche parlementaire du groupe écologiste, une proposition de loi sur l’expérimentation d'une Sécurité sociale de l’alimentation